# No somos de piedra
No somos de piedra es una película española de comedia estrenada en 1968, coescrita por Juan Miguel Lamet y Manuel Summers y dirigida por este último. Fue protagonizada en los papeles principales por Alfredo Landa y Laly Soldevila.
La película fue estrenada junto con el documental Ama Lur, como parte representación española en el Festival Internacional de Cine de San Sebastián 1968. Tuvo una acogida discreta y no consiguió ningún premio en dicho festival. Aun así fue vista en los cines por 2.600.000 espectadores y recaudó unos 50.000.000 de pesetas. Además logró en 1969 el segundo premio del Sindicato Nacional del Espectáculo, dotado con 150.000 ptas.

## Sinopsis
Lucas Fernández es un individuo apocado y pusilánime, propietario de un Seat 600, padre de familia numerosa y obsesionado por todas las mujeres que ve, pero su carácter reprimido no le permite ir más lejos. Su esposa Enriqueta es una mujer católica practicante, puritana y muy fértil, que se niega sistemáticamente a tomar la píldora anticonceptiva.

## Reparto
- Alfredo Landa como Lucas Fernández
- Laly Soldevila como Enriqueta
- Ingrid Garbo como Josefita López (criada-niñera)
- Mari Carmen Prendes como Directora Institución
- José Luis Coll como Joaquín (amigo de Lucas)
- Cris Huerta como Miguel Dicazo
- Víctor Israel como Padrino
- Tito García como Cliente de la farmacia
- María Hevia como Teresa
- Marcelo Arroita-Jáuregui como Vecino
- Luis Sánchez Polack como Doctor
- Emilio Laguna como Camarero
- Terele Pávez como Charito Sánchez
- Luis García Berlanga como Guardia urbano
- Lucia Bosé como Monja
- Natalia Figueroa como Monja
- Pilar Laguna